# Lerklining

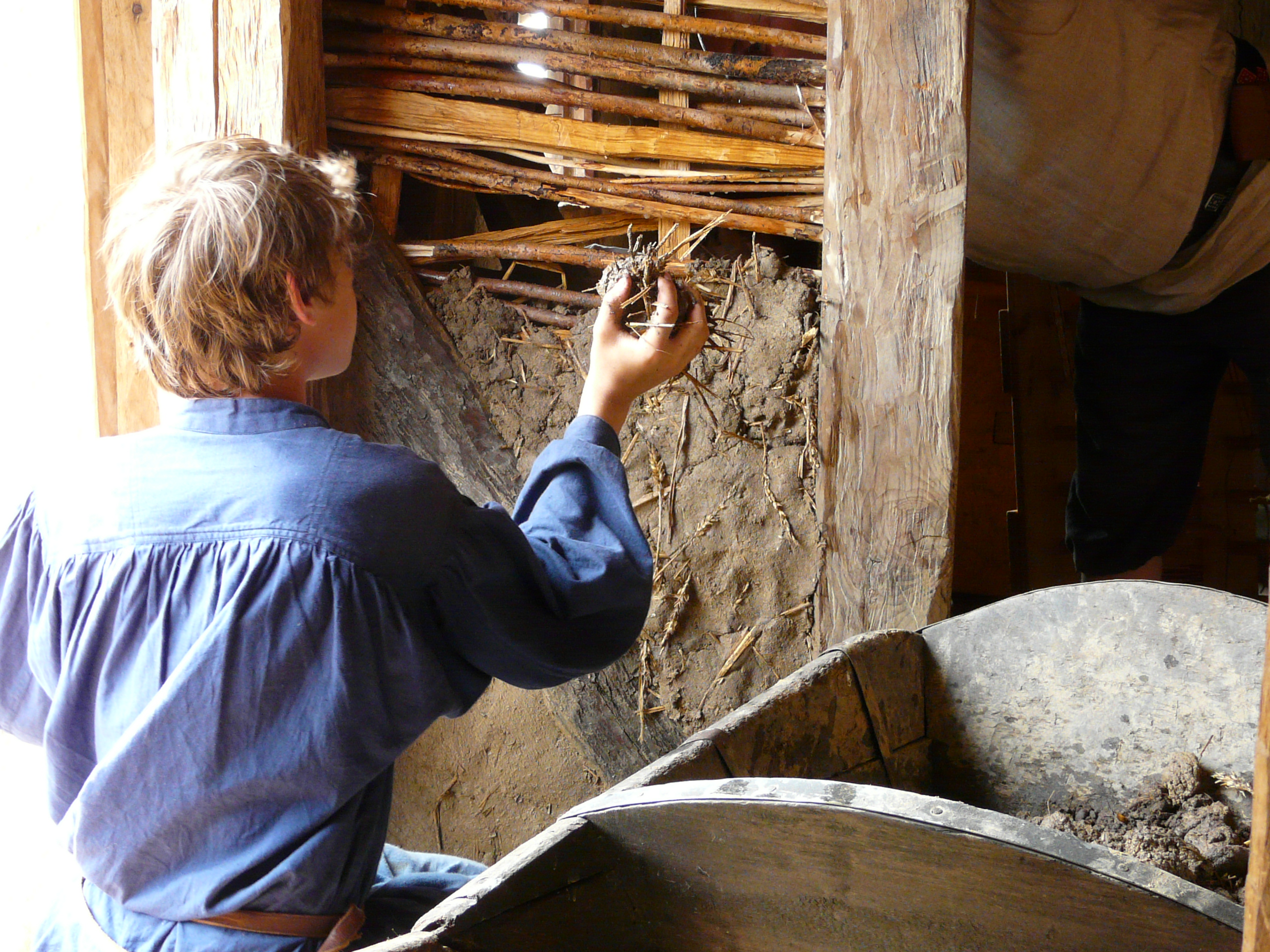
Lerklining av en vägg på Fotevikens museum.

Lerklining eller Lerputs, tekniken att smeta en blandning innehållande bland annat lera över en vägg med inflätat ris, halm eller grenverk eller att fylla ut facken i ett korsvirkeshus. 
Den blandning som man använder för lerklining kan (i norra Europa) bestå av blålera, sand, finfördelad halm, kospillning, kohår och vatten. Om beståndsdelarna blandas väl försvinner lukten av kospillning när lerkliningen torkat.
Lerklining användes länge inomhus i svenska timrade hus för att ge ett slätare underlag för tapetsering eller stänkmålning. För att lerblandningen skulle fästa på väggen kunde man råhugga väggen med en yxa eller slå in träpluggar.
Vissa väggfält kunde förses med vertikala käppar förutom det tunnare flätverket av halm eller ris. Sådana väggar kallades för ”lerstakeväggar”
Bitar av lerklining från klinhus som brunnit förekommer på boplatser från förhistorisk tid i till exempel Irak (omkring 6500 f.Kr.) och från bondestenåldern i norra Europa.